# Lambert Island
Lambert Island ist eine kleine Insel im Archipel der Südlichen Shetlandinseln. In der Gruppe der Aitcho-Inseln in der English Strait liegt sie westlich des Fort William von Robert Island.
Das UK Antarctic Place-Names Committee benannte sie 2013. Namensgeber ist Konteradmiral Nick Lambert, National Hydrographer von 2010 bis 2012 und Kommandant der Endurance von 2005 bis 2007.